# Dienstanweisung für den Wesir
Dienstanweisung für den Wesir ist die moderne Bezeichnung eines altägyptischen Textes, der sich in mehreren Grabanlagen von Wesiren des Neuen Reiches fand. Der originale Titel lautet: Anweisungen für das Sitzen des Stadtvorstehers, des Wesirs der südlichen Stadt, oder der Residenz, in dem Büro des Wesirs.

## Fundorte
Der Text ist in an den Wänden der Kultkapellen verschiedener thebanischer Gräber von Wesiren angebracht. Nur im Grab des Wesirs Rechmire (TT100) ist er weitestgehend erhalten, während er in den Gräbern anderer Wesire nur sehr fragmentarisch überliefert ist. Des Weiteren fand sich der Text im Grab der Wesire Useramun, Amenemopet und Paser.

## Bedeutung
Die „Dienstanweisung für den Wesir“ ist ein wichtiges Dokument zur Verwaltung im Alten Ägypten. Es regelt den Tagesablauf des Wesirs, beschreibt sein tägliches Zusammentreffen mit dem König und den Umgang und das Zusammenwirken mit anderen hohen Beamten.

## Inhalt
Der erhaltene Text gliedert sich wie folgt: Zunächst inspizierte der Wesir wegen ihrer Sicherheit bestimmte Einrichtungen des Palastes, danach besuchte er zusammen mit dem Schatzmeister den König und berichtete ihm über den Zustand des Landes. Darauf hielt er Audienz in seinem eigenen Büro. Im folgenden Text gibt es Anweisungen, wie Petitionen von untergebenen Beamten zu handhaben sind, schließlich wird auf seine legale Position hingewiesen und dass der Wesir immer unparteiisch sein solle. Das Ende des Textes ist verstümmelt.

## Datierung
Die Datierung des Textes ist umstritten. Einzelne Titel und Phrasen im Text deuten darauf, dass er in der 13. Dynastie verfasst wurde. Andere Überlegungen datieren ihn in die 18. Dynastie.